# Jerzy Kossakowski
Jerzy Kossakowski (ur. 5 sierpnia 1952 w Chrzczonkach) – polski działacz związkowy i polityk, poseł na Sejm II kadencji.
Ukończył w 1990 Technikum Budowlane w Będzinie. W 1993 uzyskał mandat posła na Sejm II kadencji. Został wybrany w okręgu sosnowieckim z listy Sojuszu Lewicy Demokratycznej. Zasiadał w Komisji Samorządu Terytorialnego i Polityki Regionalnej, Komisji Ochrony Środowiska, Zasobów Naturalnych i Leśnictwa, Komisji Polityki Przestrzennej, Budowlanej i Mieszkaniowej oraz Komisji Sprawiedliwości i Praw Człowieka. Był także członkiem sześciu podkomisji.
W 1997 otrzymał Złoty Krzyż Zasługi.